# La Cecilia
Pour plus de détails, voir Fiche technique et Distribution.
La Cecilia est un film français de Jean-Louis Comolli, sorti en 1976.
Le film est inspiré de l'histoire d'une colonie anarchiste italienne, la Colônia Cecília, dans le Brésil des années 1890.

## Synopsis
À la fin du XIXe siècle, des anarchistes italiens, dix hommes, une femme, libertaires, collectivistes, émigrent au Brésil pour y fonder une communauté sans chef, sans hiérarchie, sans patron, sans police, mais pas sans conflit, ni passion.

## Fiche technique
- Titre : La Cecilia
- Réalisation : Jean-Louis Comolli
- Conseiller technique : Jacques Doniol-Valcroze
- Scénario : Jean-Louis Comolli, Eduardo de Gregorio, Marianne di Vettimo
- Photographie : Yann Le Masson
- Son : Tonino Testa, Mario Celantano
- Musique : Michel Portal
- Production : Filmoblic - C.E.C.R.C.T (Paris) - Saba Cinematografica (Rome)
- Directeurs de production : Hubert Niogret, Bruno Ridolfi
- Pays :  France -  Italie
- Durée : 113 minutes
- Date de sortie : 1976

## Distribution
- Maria Carta
- Massimo Foschi (it)
- Vittorio Mezzogiorno
- Mario Bussolino
- Bruno Cattaneo
- Piero Di Sorio
- Beppe Lo Parco
- Giancarlo Pannese
- Briagio Pelligra
- Giuliano Petrelli
- Gabriele Tozzi
- Francesca Libertucci
- Adriana Bruno
- Renato Pereira
- Vinicio Pereira

## Point de vue du réalisateur
« Avant tout La Cecilia (pour moi) est un film sur la migration. Sur le passage d'un pays à un autre, d'une culture à une autre, d'une langue, d'une société, à une autre langue, une autre société. Aussi bien sur le passage d'un type de lutte à un autre, d'une sorte de marginalité à une autre. »

— Jean-Louis Comolli, Cahiers du cinéma, janvier 1976

« La Cécilia : à la fin du 19e siècle, des anarchistes italiens, dix hommes, une femme, libertaires, collectivistes, émigrent au Brésil pour y fonder une communauté sans chef, sans hiérarchie, sans patron, sans police, mais pas sans conflit, ni passion. Cette utopie d’hier convoque quelques-unes des questions brûlantes d’aujourd’hui : celle d’une organisation non répressive, celle de la circulation du savoir et du pouvoir, celle de la libération des femmes et de la lutte contre l’appareil familial. Les seuls rêves intéressants sont ceux qui mettent en crise le vieux monde et, en celui-là même qui rêve, le vieil homme. L’utilité des utopies se mesure aux résistances qu’elles rencontrent. »

— Jean-Louis Comolli, Cinéma[s] de France, 2008

#### Articles
- Michel Antony, « Entre Italie et Brésil. Autour de Giovanni Rossi et de La Cecilia. Expérimentations et ouvrages utopiques », Cahiers Charles Fourrier, n° 23, 2012, texte intégral
- Jean-Luc Douin, « "La Cecilia", de Jean-Louis Comolli », Le Monde, 18 septembre 2008, [lire en ligne]

#### Travaux universitaires
- Jean Maitron, Bulletin anarchiste, Le Mouvement social, n° 104, jull.-sept. 1978, pp. 95-102 Lire en ligne
- Michel Serceau, Le mythe, le miroir et le divan pour lire le cinéma, Presses universitaires du Septentrion, Villeneuve-d'Ascq (Nord), coll. « Arts du spectacle », 2009, 374 pages Lire en ligne
- Céline Leclère, « Jean-Louis Comolli : la politique à l’usage du temps », La Pensée de midi, 2004/2, n° 12, 160 pages Lire en ligne
- Xavier Prévost, Michel Portal, citation dans la notice de l'Encyclopédie Universalis Lire en ligne